# Сант'Емидио (Пескара)
Сант'Емидио (итал. Sant'Emidio) је насеље у Италији у округу Пескара, региону Абруцо.
Према процени из 2011. у насељу је живело 23 становника. Насеље се налази на надморској висини од 94 м.